# 新竹縣立成功國民中學
新竹縣立成功國民中學，位於新竹縣竹北市成功八路99號，創校於2007年8月，2009年因校舍未完工，暫借新竹縣立體育場看臺下面室內跑道為教室，直到2010年8月正式於校址上課。

## 學校簡介
有一個200公尺的操場跑道，高空俯瞰教學大樓為田字型（2021年新增了一個L字型的大樓），旁邊有一個小的寺廟（土地公廟），圍牆極矮。
內部因為設計問題走道迎風向所以冬天時冷風特別容易灌入走道（108年暑假部分改善），目前已在一些地方加設窗戶，從大門進入的第三棟大樓1F右側為家政教室與餐廳，第二棟1F左側為教務處，第一棟都是行政區域除了4F，美術教室在禮堂內部，走廊旁常會種植武竹。

## 沿革
- 2008年10月15日動土。
- 2009年8月1日第一屆正式招生，並暫借新竹縣體育場室內跑道上課。
- 2010年6月23日竣工，同年8月正式入駐新校區，並招收第二屆新生。
- 2012年6月第一屆畢業生。
- 2012年8月劉文龍校長榮調新豐國中，由黃增新校長接任。
- 2020年8月黃增新校長調任勝利國中籌備處，由陳雯玲校長接任。
- 2024年11月8日新建操場啟用典禮，終於有自己的跑道操場。

## 外部連結
- 成功國中網頁